# Маркс Никандр Олександрович
Ника́ндр Олекса́ндрович Маркс (рос. Никандр Александрович Маркс; *24 вересня 1861, Феодосія, Таврійська губернія, Російська імперія — 29 березня 1921, Краснодар, РСФСР) — російський військовик, палеограф, історик, археолог, фольклорист. Дійсний член Московського археологічного товариства. Засновник і перший ректор Кубанського державного університету. Генерал-лейтенант російської армії, командувач військами Одеського військового округу. Активний учасник революції 1905 року і громадянської війни.

## Біографія
Н. А. Маркс народився в 1861 році в Феодосії. Дитинство провів в Отузах (зараз смт Курортне Феодосійської міської ради). Він належав до родини потомствених військових. Максиміліан Волошин, який добре знав Маркса, стверджував, що той «по крові є старим кримським мешканцем, і виноградники, якими він володів в Отузах, належали його роду ще до єкатерининського завоювання».
25 років присвятив військовій кар'єрі в царській Росії.
У 1905 році взяв активну участь в Одеській Раді робітничих депутатів. Відома його промова на пристані, присвячена повстанню лейтенанта Шмідта. Був обраний членом революційного комітету.
У 1910 р. він закінчив Московський археологічний інститут.
У червні 1914 року виходить у відставку, отримавши чин генерал-лейтенанта. Поселився в Криму, в своєму маєтку Отузи. На початку Першої світової війни був призваний до армії.
11 жовтня 1917 р. головнокомандувач Одеського військового округу генерал-лейтенант Никандр Маркс прибув до Феодосії, де провів огляд 35-го пішого запасного полку, в якому були організовані українські сотні. Увечері він скликав нараду за участі офіцерів, представників українських комітетів та комендантів полку 638-ї запасної пішої бригади, під час якої було затверджено створення українського батальйону з власним штатом. Наступного дня всі українські сотні полку склали пожертви на прапор батальйону та вирішили визнати минулий день датою створення військової одиниці.
У 1918 році перейшов на бік більшовиків. У 1919 році комісар народної освіти в м Феодосія. У цьому ж році, коли в місто увійшла армія генерала Якова Слащова, був заарештований, доставлений в Катеринодар; йому загрожував самосуд з боку офіцерів.
Суд над Н. А. Марксом відбувся 15 липня 1919 року. Копія наказу Денікіна збереглася в архіві Н. А. Маркса. Ось цей текст:
Вироком військово-польового суду від 15-го цього липня <…> генерал-лейтенант Маркс за злочин, передбачений 109 ст[атьей] Кут. Улож[ення] <…> присуджений, по позбавлення всіх прав стану, до каторжних робіт терміном 4 роки. При конфірмації вирок мною затверджений, із звільненням засудженого від фактичного відбуття покарання за старістю років.
Велику в роль в захисті Маркса від самосуду і пом'якшення вироку зіграв М. А. Волошин, який залишив спогади «Справа Н. А. Маркса». 14 вересня 1919 року висланий розпорядженням генерал-лейтенанта Н. Н. Шилінга з Таврійської губернії на Тамань.
Восени 1919 року відхилив пропозицію очолити частини Червоної армії на Кубані.
19 грудня 1920 був обраний першим ректором Кубанського університету.
Помер у Краснодарі від запалення легенів, де і був похований.

## Бібліогафія

Никандр Маркс з донькою

- «Огляд предметів військової старовини. Відділ перший: Музеї військових частин» складене і видане в Москві до 100-річчя Вітчизняної війни 1812 року під його редакцією Н. А. Маркса
- «АзБУКЪВ: Навчення младим дітям. 1643 г.», видане Московським археологічним інститутом в 1910 році.
- Маркс, Н. Легенды Крыма : комплект из 3-х вып. Вып. 1 / Н. Маркс, К. Арцеулов / Н. Маркс. — Факсим. изд. — Симферополь : Таврида, 1990. — 40 с.: ил. [Архівовано 13 серпня 2020 у Wayback Machine.]
- Маркс, Н. Легенды Крыма : комплект из 3-х вып. Вып. 2 : / Н. Маркс, К. Арцеулов / Н. Маркс. — Факсим. изд. — Симферополь : Таврида, 1990. — 47, 2 с., включ. обл.: ил. [Архівовано 5 серпня 2020 у Wayback Machine.]
- Маркс Н. Легенды Крыма : комплект из 3-х вып. Вып. 3 / Н. Маркс, И. Захаров, Н. Агапьева. / Н. Маркс. — Факсим. изд. — Симферополь : Таврида, 1990. — 40, 1 с., включ. обл. : ил. [Архівовано 25 вересня 2020 у Wayback Machine.]